# Черняхівський Михайло Григорович

Пам'ятник родині священика Григорія Черняхівського у селі Мазепинці

Миха́йло Григо́рович Черняхі́вський (1859, Мазепинці — 1922) — український хірург. Професор. Доктор медицини.

## Біографія
Михайло Григорович Черняхівський народився 1859 року в селі Мазепинці на Київщині в сім'ї священика Григорія Черняхівського. Старший брат гістолога Олександра Черняхівського і хірурга Євгена Черняхівського.
Закінчив медичний факультет Київського університету. Захистив докторську дисертацію.
Завідував кафедрами хірургії Варшавського та Донського університетів. Повернувся до Києва під час Першої світової війни, коли Варшавський університет евакуювався до Ростова-на-Дону. У Києві Михайло Черняхівський працював в Інституті вдосконалення лікарів і консультував у Олександрівській лікарні.
Помер 1922 року.